# Śwignajno Wielkie (gromada)
Śwignajno Wielkie – dawna gromada, czyli najmniejsza jednostka podziału terytorialnego Polskiej Rzeczypospolitej Ludowej w latach 1954–1972.
Gromady, z gromadzkimi radami narodowymi (GRN) jako organami władzy najniższego stopnia na wsi, funkcjonowały od reformy reorganizującej administrację wiejską przeprowadzonej jesienią 1954 do momentu ich zniesienia z dniem 1 stycznia 1973, tym samym wypierając organizację gminną w latach 1954–1972.
Gromadę Śwignajno Wielkie z siedzibą GRN w Śwignajnie Wielkim utworzono – jako jedną z 8759 gromad na obszarze Polski – w powiecie mrągowskim w woj. olsztyńskim na mocy uchwały nr 18 WRN w Olsztynie z dnia 4 października 1954. W skład jednostki weszły obszary dotychczasowych gromad Śwignajno Wielkie, Wólka i Wygryny, ponadto miejscowość Kamień z dotychczasowej gromady Iznota oraz Jezioro Bełdany z dotychczasowej gromady Piaski-Onufryjewo ze zniesionej gminy Ukta w tymże powiecie. Dla gromady ustalono 10 członków gromadzkiej rady narodowej.
Gromadę zniesiono 1 stycznia 1958, a jej obszar włączono do gromady Ukta w tymże powiecie.